# 圣多明戈斯-达斯多里斯
圣多明戈斯-达斯多里斯是巴西米纳斯吉拉斯州的一个市镇。总面积61.157平方公里，总人口5232人，人口密度85.6人/平方公里。